# Leucippus taczanowskii
A Leucippus taczanowskii a madarak osztályának sarlósfecske-alakúak (Apodiformes) rendjébe és a kolibrifélék (Trochilidae) családjába tartozó faj.

## Rendszerezése
A fajt Philip Lutley Sclater angol zoológus írta le 1879-ben, a Thaumasius nembe Thaumasius taczanowskii néven. Egyes szervezetek jelenleg is ide sorolják.

## Előfordulása
Az Andok-hegységben, Peru területén honos. Természetes élőhelyei a szubtrópusi és trópusi lombhullató erdők és cserjések, valamint ültetvények. Állandó, nem vonuló faj.

## Megjelenése
Testhossza 11,5–12,5 centiméter, a hím átlagos testtömege 7,7 gramm, a tojóé 6,9 gramm.

## Életmódja
Nektárral táplálkozik, de néha rovarokat is fogyaszt.

## Természetvédelmi helyzete
Az elterjedési területe nagy, egyedszáma pedig ismeretlen. A Természetvédelmi Világszövetség Vörös listáján nem fenyegetett fajként szerepel.